# ФК Металист 1925
ФК „Металист 1925“ (на украински: Футбольний клуб „Металіст 1925“ Харків) е футболен клуб от град Харков, Харковска област, Украйна.
Клубът играе в Украинската висша лига. Домакинските си мачове играе на стадион „Металист“ (40 003 места).

## История
Основан в Харков на 17 август 2016 година, след като „Металист“ не получава лиценз за първенството. Клубът не се явява приемник на „Металист“, тйъ като последния е разформирован през същата година, тъй като собственикът Сергей Курченко откзава да финансира повече клуба и се отказва да го продаде на други инвеститори.
Отборът дебютира в украинската премиер лига през сезон 2021/22.

## Успехи
- Премиер лига
  - 10-то място (1): 2021/22
- Купа на Украйна
  - 1/8 финалист (1): 2021/22
- Зимен шампионат на Харковска област
  -  Шампион (1): 2017
- Купа К. Пожечевски
  -  Бронзов медалист (1): 2108